# Dany Carrel
Dany Carrel (tên khai sinh Yvonne Chazelles du Chaxel; sinh 20 tháng 9 năm 1932) là một nữ diễn viên người Pháp sinh tại Việt Nam. Dany Carrel nổi tiếng là một nữ diễn viên triển vọng của điện ảnh Pháp thập niên 1950 nhờ tài năng và vẻ đẹp khác lạ. Ngoài điện ảnh, Carrel còn tham gia một số vở kịch của sân khấu Pháp. Kể từ thập niên 1980 bà dần rút khỏi giới nghệ thuật Pháp.

## Tiểu sử
Yvonne Chazelles du Chaxel sinh năm 1932 tại Đà Nẵng, Việt Nam. Cô là con gái của viên giám đốc sở thuế Aimé Chazelles du Chaxel với một tình nhân Việt tên Thị Kim.
Nghệ danh của Yvonne được đạo diễn Henri Decoin gợi ý khi ông chọn cô vào Dortoir des grandes (1953), bộ phim đầu tiên của cô. Dany Carrel bắt đầu được công chúng biết tới qua bộ phim Porte des Lilas (1957) của đạo diễn René Clair. Bên cạnh sự nghiệp điện ảnh, Carrel còn tham gia nhiều vở diên sân khấu.
Năm 1991, Dany Carrel cho xuất bản cuốn tự truyện L'Annamite (Người An Nam).

## Danh sách tác phẩm
| Năm      | Tác phẩm                               | Đạo diễn              |
| -------- | -------------------------------------- | --------------------- |
| Điện ảnh |                                        |                       |
| 1953     | Dortoir des grandes                    | Henri Decoin          |
| 1953     | Maternité clandestine                  | Jean Gourguet         |
| 1955     | Les Chiffonniers d'Emmaüs              | Robert Darène         |
| 1955     | Les Grandes Manœuvres                  | René Clair            |
| 1955     | Des gens sans importance               | Henri Verneuil        |
| 1957     | Pot-Bouille                            | Julien Duvivier       |
| 1957     | Porte des Lilas                        | René Clair            |
| 1957     | Ce soir, les souris dansent            | Juan Fortuny          |
| 1959     | Ce corps tant désiré                   | Luis Saslavsky        |
| 1959     | Les Dragueurs                          | Jean-Pierre Mocky     |
| 1960     | Le Moulin des supplices                | Giorgio Ferroni       |
| 1961     | Les Mains d'Orlac                      | Edmond T. Gréville    |
| 1961     | Les Ennemis                            | Édouard Molinaro      |
| 1961     | Les Carillons sans Joie                | Charles Brabant       |
| 1963     | Du grabuge chez les veuves             | Jacques Poitrenaud    |
| 1964     | Une souris chez les hommes             | Jacques Poitrenaud    |
| 1964     | Drôle de caïd                          | Jacques Poitrenaud    |
| 1967     | Un idiot à Paris                       | Serge Korber          |
| 1968     | Le Pacha                               | Georges Lautner       |
| 1968     | La Petite vertu                        | Serge Korber          |
| 1968     | La Prisonnière                         | Henri-Georges Clouzot |
| 1969     | Clérambard                             | Yves Robert           |
| 1981     | Faut s'les faire... ces légionnaires ! | Alain Nauroy          |
| 1981     | Le bahut va craquer                    | Michel Nerval         |
| Sân khấu |                                        |                       |
| 1962     | L'Idiote                               | Marcel Achard         |
| 1963     | Le Système Fabrizzi                    | Sacha Pitoëff         |
| 1972     | Folie douce                            | Michel Roux           |
| 1975     | Monsieur Masure                        | Claude Magnier        |
| 1988     | Le Saut du lit                         | Jean Le Poulain       |